# أبو نعيم الإستراباذي
أبو نعيم عبد الملك بن محمد بن عدي الجرجاني الأستراباذي (242-323هـ) فقيه شافعي. قال حمزة بن يوسف: ولد سنة اثنتين وأربعين ومائتين (242هـ) قال: وكان مقدماً في الفقه والحديث، وكانت الرحلة إليه.
سمع من الحسن بن محمد الزعفراني والربيع بن سليمان المرادي وغيرهم من علماء خراسان والعراق والحجاز والشام والجزيرة، ولقي بمكة أبا يحيى بن أبي مسرة.
قال الحاكم: هو الفقيه، الحافظ للمسانيد والفقهيات عن الصحابة والتابعين. وقال الخطيب: كان أحد أئمة المسلمين، ومن الحفاظ لشرائع الدين، مع صدق وتورع، وضبط وتيقظ. وقال الحاكم أيضاً: سمعت الأستاذ أبا الوليد يقول: لم يكن في عصرنا أحد من الفقهاء أحفظ للفقهيات وأقاويل الصحابة بخراسان من أبي نعيم الجرجاني، وبالعراق من أبي زياد النيسابوري.